# Linia dodana

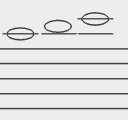
Linie dodane nad pięciolinią

Linie dodane - linie dodane do pięciolinii. Umożliwiają one dopisywanie nut nad i pod nią. Pozwala to na zapis nut na więcej niż jedenastu pozycjach przy pojedynczej pięciolinii. Często, zamiast stosowania linii dodanych, używany jest przenośnik oktawowy.